# Афшари
Афшари су један од туркијских огушких народа. Ова, првобитно скупина номадских племена се преселила из централне Азије и основала насеља на територијама данас познатим као Ирански Азербејџан, Азербејџан и источна Турска. Касније су Сафавиди преселили део Афшара на територије Великог Хорасана, Кермана и Мазандарана. Данас постоје различити ставови према којима су Афшари огранак неког од сродних туркијских народа Азера, Туркмена или Туркомана.
Афшари су у Ирану остали углавном номадска група, са племенима у Анатолији, северном Ирани и Азербејџану. Од њих потичу Афшаридска и Караманидска династија, као и Бакунски Канат, Занџански Канат и Умријски Канат.
Надер Шах, који је постао шах Ирана 1736. године, је био из Керехли (персијски:قرخلو) афшарског племена.
Афшара у Турској највише има у Саризу, Томарзу и Пинарбашију округу Кајсери провинције, као и у неколико села око Адане, Кахраманмараша и газијантепској провинцији.

## Афшари у Турској
Већина Афшара у Турској су потомци оних који су мигрирали из Ирана након пада Надер Шаха. Ово је поменуто у једној од песама Дадалоглуа, познатог афшарског приповедача борда током афшарског отпора против насилног премештања у насеља у Османском царству:
тур. 
"Kabaktepe asıl köyüm
Nadir Şah'tan gelir soyum"
(Кабактепе је моје родно село,
моја лоза потиче од Хадер Шаха)
Док су Афшари остали номадски и задржали свој огушки стил живота, присилна насеља довела су до тога да се одрекну номадског начина живота. Отпор против Османлија под духовним вођством барда Дадалоглуа и локалног афшарског лорда Козаноглу-а се показао бескорисним.